# Фабрициан, Фёдор Иванович
Фёдор Иванович Фабрициан (1735—1782) — русский военачальник, генерал-майор (05.05.1779), герой русско-турецкой войны 1768—1774 гг. Первый кавалер ордена Святого Георгия 3-й степени.

## Биография
Родился Фабрициан в 1735 году, происходил из дворян Курляндской губернии.
В 1749 году Фабрициан поступил на службу солдатом. В 1755 году он был произведён в прапорщики. Принимал деятельное участие в Семилетней войне, где был два раза ранен. Участвовал в боевых действиях против Барской конфедерации 1768—1772 гг., а также был активным участником русско-турецкой войны 1768—1774 гг. Отличался большой храбростью и заботливостью о подчинённых.
Из его подвигов особенно выделяется взятие города Галац 15 ноября 1769 года. Фабрициан в чине подполковника, командуя особым отрядом из егерских батальонов и части 1-го гренадерского полка, численностью в 1600 человек, разбил наголову турецкий отряд в 7000 человек и занял город Галац. За этот подвиг Фабрициан 8 декабря 1769 года первым в истории был пожалован орденом Святого Георгия 3-й степени
За разбитие с вверенным ему деташементом в 1600 человек под городом Галацом, 15 ноября 1769 года, весьма многолюднаго против онаго числа неприятельскаго войска и овладение оным.
В августе 1770 года при осаде крепости Килия Фёдор Иванович Фабрициан получил тяжёлую рану. В мае 1771 года он со своими егерями успешно сражался в бою при Турно. С 30 сентября 1771 года — полковник, командир Тенгинского пехотного полка.
28 июня 1778 года произведён в бригадиры, 5 мая 1779 года — в генерал-майоры и назначен состоять при пограничной дивизии Новороссийской губернии. 1 января 1780 года Фабрициан был награждён орденом Святой Анны.
В 1781 году назначен командующим русской армией на Северном Кавказе
Фёдор Иванович Фабрициан умер по дороге в Санкт-Петербург в 1782 году.